# Обсада на Мотия
Обсадата на Мотия се осъществява в 398 или 397 г. пр.н.е.
Дионисий I Стари сключва мир с пунически Картаген през 405 г. пр.н.е. след което постоянно увеличава военната си мощ, стягайки в желязна хватка Сиракуза. Той укрепя Сиракуза срещу евентуална обсада и изгражда голяма армия от наемници с военен арсенал, включително катапулти на квинквереми, използвайки последните за първи път във военната история.
В 398 г. пр.н.е. напада изненадващо финикийския град Мотия и го обсажда, въпреки подкрепата на картагенския флот командван от Химилкон II.
В крайна сметка Картаген е принуден да се откаже следствие от обсадата от по-голямата част от териториалните си придобивки, които си осигурява благодарение на мирния договор от 405 г. пр.н.е., след като Дионисий обявява война на Картаген през 398 г. пр.н.е. и последния не може да му противостои ефективно.